# Barcita
Barcita é um gênero de traça pertencente à família Arctiidae.